# Sachiko Hidari
Sachiko Hidari (jap. 左 幸子 Hidari Sachiko; ur. 29 czerwca 1930 w Toyamie, zm. 7 listopada 2001 w Tokio) – japońska aktorka filmowa i telewizyjna, sporadycznie również reżyserka filmowa. 

## Życiorys
W swojej karierze wystąpiła w ponad 70 filmach. Laureatka Srebrnego Niedźwiedzia dla najlepszej aktorki na 14. MFF w Berlinie za role w filmach Kobieta owad (1963) Shōhei Imamury oraz Ona i on (1963) Susumu Haniego, który prywatnie był jej ówczesnym mężem. 
Wyreżyserowała dwa filmy, z których Daleka droga (1978) była prezentowana w konkursie głównym na 28. MFF w Berlinie.
Małżeństwo z Hanim dobiegło końca, gdy w 1977 Hidari przyłapała go na romansowaniu ze swoją młodszą siostrą Kimiko Nakamurą. Po rozwodzie córka Miyo Hani zamieszkała razem z ojcem, zerwała wszelkie kontakty z matką i nie uczestniczyła również w jej pogrzebie. Hidari zmarła na raka płuc w 2001.